# IC 3263
IC 3263 ist eine Balken-Spiralgalaxie vom Hubble-Typ SBa? im Sternbild Haar der Berenike am Nordsternhimmel. Sie ist schätzungsweise 348 Millionen Lichtjahre von der Milchstraße entfernt.
Das Objekt wurde am 23. März 1903 von Max Wolf entdeckt.